# Диктор
Ди́ктор (лат. dictor — «говорящий», производное от лат. dicere — «говорить») — человек, осуществляющий озвучивание информации для аудитории в прямом эфире либо для записи.
- На телевидении и радио диктор ведёт студийные и внестудийные передачи всех видов и жанров, выступает как ведущий в передачах, не требующих актёрского исполнения и специальных знаний, выразительно читает в кадре и за кадром тексты передач, идущих в прямом эфире либо в видеозаписи.
- На спортивных соревнованиях объявляет зрителям результаты спортсменов, в игровых видах спорта — авторов голов, замены и порядок выхода с трибун.
- На вокзалах и в аэропортах зачитывает информационные сообщения, управляет телемеханическими указателями времени отправления автобусов, поездов, самолётов, судов.
- На предприятиях ведёт передачу специальных программ и оперативной информации по служебной радиотрансляционной сети, передаёт распоряжения руководства и различные объявления.

Для донесения информации до слушателей с проблемами слуха существуют дикторы сурдоперевода.